# 村上凛
村上 凛（むらかみ りん）は日本のライトノベル作家。塚本純之名義で『スイーツガールはご機嫌ななめ。』で第2回ネクスト ファンタジア大賞金賞を受賞し、同作を改題した『おまえをオタクにしてやるから、俺をリア充にしてくれ!』で富士見ファンタジア文庫からデビューした。

## 主な作品
- おまえをオタクにしてやるから、俺をリア充にしてくれ!（『富士見ファンタジア文庫』イラスト：あなぽん）
- オレと彼女の萌えよペン（『富士見ファンタジア文庫』イラスト：秋奈つかこ）
- 同棲から始まるオタク彼女の作りかた（『富士見ファンタジア文庫』イラスト：館川まこ）